# Golden Ophelia
Golden Ophelia is een Belgische dramafilm uit 1974 onder regie van Marcel Martin, naar de gelijknamige roman van de Vlaamse schrijver Ward Ruyslinck.

## Verhaal
Bloemist Stefan Pielek bevindt zich bij de politie omdat hij zelfmoord wilde plegen. Hij heeft de fout begaan om een einde aan zijn leven te willen maken zonder de daartoe vereiste officiële vergunning te hebben. Pielek was zich niet bewust van een dergelijke bureaucratische vereiste, maar stemt ermee in om een aanvraag hiervoor te doen. Hij moet enkele weken op de toelating wachten. Hij beëindigt hij zijn bloemenzaak en dwaalt doelloos rond. Hij ontmoet een oude dame die haar verzorgingstehuis is ontvlucht. Nadat hij getuige is geweest van haar dood bij een ongeluk, gaat hij op zoek naar haar kleindochter, die zich Ophelia noemt. Pielek wordt verliefd op haar.
Inmiddels is de vergunning om zijn leven te beëindigen gereed, en bestaat hij volgens de wet niet meer. Hij kan hierdoor niet trouwen met Ophelia. Ze vragen advies bij Czubeck van het Pools consulaat. Pielek keert terug naar de politiecommissaris om de zelfmoordvergunning op te heffen op grond van ernstige morele twijfels. Pielek zal opnieuw als burger geregistreerd worden. Ophelia houdt ondertussen Czubeck gezelschap. Wanneer hij haar na lang wachten ontmoet, lijkt ze dronken en zegt ze dat Czubeck zo lief en attent is. Pielek is jaloers en wil Ophelia niet meer.    

## Rolverdeling
| Acteur            | Personage        |
| ----------------- | ---------------- |
| Henk van Ulsen    | Stefan Pielek    |
| Bettina Dubbeld   | Ophelia          |
| Ward de Ravet     | commissaris      |
| Leo Dewals        | Buckings         |
| Joanna Geldof     | Schatteman       |
| Leo Haelterman    | kelner           |
| Ann Petersen      | Liga van de Pels |
| Raf Reymen        | Czubeck          |
| Bob Van Der Veken | Felix Bollen     |

## Prijs
Op het internationaal filmfestival van Triëst in 1975 won Henk van Ulsen de Zilveren Asteroïde voor de beste mannelijke hoofdrol.